# G20 (film)
A G20 2025-ben bemutatott amerikai akciófilmfilmthriller, amelyet Patricia Riggen rendezett. A főbb szerepekben Viola Davis, Anthony Anderson, Marsai Martin, Ramón Rodríguez és Douglas Hodge látható. A film igaz történt alapján készült. 
Az Amerikai Egyesült Államokban és Magyarországon az Amazon Prime Video mutatta be 2025. április 10-én.

## Cselekmény
A dél-afrikai Fokvárosban tartott G20-csúcstalálkozó során a nemzetközi állam- és kormányfők találkozóját megtámadja egy zsoldoscsoport, amelyet a volt ausztrál elitkatona, Edward Rutledge vezet.
Danielle Sutton amerikai elnöknek, egy volt háborús veteránnak sikerül elmenekülnie néhány szövetségesével, és ellentámadást indítani. Rutledge célja a világgazdaság destabilizálása globális kriptovaluta-manipulációval, és a közvélemény befolyásolására deepfake technológiát használ. Suttonnak nemcsak a túszokat kell kiszabadítania, hanem meg kell mentenie a családját is, és el kell hárítania a közelgő gazdasági világválságot.

## Szereplők
| Szerep           | Színész                | Magyar hang      | Leírás                                                                    |
| ---------------- | ---------------------- | ---------------- | ------------------------------------------------------------------------- |
| Danielle Sutton  | Viola Davis            | Kocsis Mariann   | Az Amerikai Egyesült Államok elnöke                                       |
| Derek Sutton     | Anthony Anderson       | Kerekes József   | First Gentleman és Danielle férje                                         |
| Serena Sutton    | Marsai Martin          | Koller Virág     | Danielle és Derek lánya                                                   |
| Manny Ruiz       | Ramón Rodríguez        | Crespo Rodrigo   | Dutton elnök első számú titkosszolgálati ügynöke                          |
| Edward Rutledge  | Antony Starr           | Makranczi Zalán  | Az ausztrál különleges erők egykori katonája, akiből terroristavezér lett |
| Oliver Everett   | Douglas Hodge          | Csankó Zoltán    | Az Egyesült Királyság miniszterelnöke                                     |
| Joanna Worth     | Elizabeth Marvel       | Spilák Klára     | Pénzügyminiszter.                                                         |
| Demetrius Sutton | Christopher Farrar     | Pál Dániel Máté  | Danielle fia                                                              |
| Elena Romano     | Sabrina Impacciatore   | Peller Anna      | A Nemzetközi Valutaalap vezetője                                          |
| Han Min-Seo      | MeeWha Alana Lee       | Málnai Zsuzsa    | Dél-koreai First Lady                                                     |
| Darden           | John Hoogenakker       | Fekete Zoltán    | Titkosszolgálati ügynök, aki Rutledge-szel szövetkezik                    |
| Warren Paxton    | Gideon Emery           |                  |                                                                           |
| Bousquet         | Conrad Kemp            | Hajdu Tibor      |                                                                           |
| Lee Young-Ho     | Joseph Steven Yang     |                  | Dél-koreai elnök                                                          |
| Titos            | Emmanuel Castis        | Törköly Levente  |                                                                           |
| Csonger          | David James            |                  |                                                                           |
| Harold Mosely    | Clark Gregg            | Megyeri János    | Az Egyesült Államok alelnöke                                              |
| Mikkelson        | Julius Tennon          |                  | A CIA igazgatója                                                          |
| Melokuhle        | Theo Bongani Ndyalvane | Gacsal Ádám      |                                                                           |
| Lesedi           | Noxolo Dlamini         |                  |                                                                           |
| Adwi             | Ali Suliman            | Galbenisz Tomasz | Ügynök                                                                    |
| Quoll            | Angela Sarafyan        | Kardos Eszter    |                                                                           |
| Lowe             | Colin Moss             |                  | Ausztrál miniszterelnök                                                   |

### Magyar változat
- Magyar szöveg: Pipó László
- Hangmérnök: Bederna László
- Vágó: Pilipár Éva
- Gyártásvezető: Vigvári Ágnes
- Szinkronrendező: Orosz Ildikó
- Produkciós vezető: Kapás Péter

A szinkront a Direct Dub Studios készítette el.

## A film készítése
2022 novemberében jelentették be, hogy Viola Davis lesz a főszereplője és producere a filmnek, míg Patricia Riggen a rendezést végzi. A 2023. júliusi SAG-AFTRA sztrájk miatt a gyártás 2023 júliusában szünetelt. A filmre ideiglenes megállapodást kötöttek, bár a forgatás ennek ellenére sem kezdődött meg, Davis pedig másnap bejelentette, a sztrájk befejezéséig nem forgat.
A forgatás hivatalosan 2024 januárjában kezdődött Fokvárosban, a bejelentett szereplők között Anthony Anderson, Marsai Martin, Ramón Rodríguez, Antony Starr, Douglas Hodge, Elizabeth Marvel, Sabrina Impacciatore és Clark Gregg is szerepel. A forgatás március elejére befejeződött.

## Bemutató
A G20 2025. április 10-én 240 területen jelent meg világszerte az Amazon Prime Videón.

## Fogadtatás
A Rotten Tomatoes weboldalon 53%-os értékelést kapott 38 kritika alapján, az átlagos értékelése 5,1 pont a 10-ből. Az oldal szöveges összefoglalója szerint: „A G20 túlságosan egyértelmű ahhoz, hogy annyira jól szórakozzon a pazar premisszájával, mint amennyire tudna, inkább hétköznapi, mint elnöki, de Viola Davis személyében van egy tekintélyes főszereplője.” A Metacritic oldalán 100-ból 53 pontot kapott (15 kritikus alapján), ami „vegyes vagy átlagos” értékelést jelent.